# Niccolò Cannone
Pour les articles homonymes, voir Cannone.

a Compétitions nationales et continentales officielles uniquement.

b Matchs officiels uniquement.
Dernière mise à jour le 16 janvier 2023.
Niccolò Cannone, né le 17 mai 1998 à Florence, est un joueur international italien de rugby à XV. Il évolue au poste de deuxième ligne au sein de l'effectif du Benetton Trévise.
Il est le frère ainé de Lorenzo Cannone avec qui il joue au Benetton Trévise, ainsi qu'en sélection nationale.

## Biographie

### Jeunesse et formation
Niccolò Cannone commence le rugby à l'âge de 14 ans au sein du club de Bombo rugby Firenze, basé à Florence. Auparavant, il a d'abord joué au football pendant neuf ans dans un club situé à Lastra a Signa, d'où il est originaire.

### En club
En 2017, Niccolò Cannone rejoint Petrarca Padoue, l'une des meilleures équipes du championnat d'Italie, avec qui il remporte ce dernier en 2018.
Par la suite, il intègre la franchise italienne, évoluant en United Rugby Championship, du Benetton Rugby Trévise à partir de 2018. En janvier 2023, il signe un contrat le liant à la franchise italienne jusqu'en 2026.

### En sélection nationale

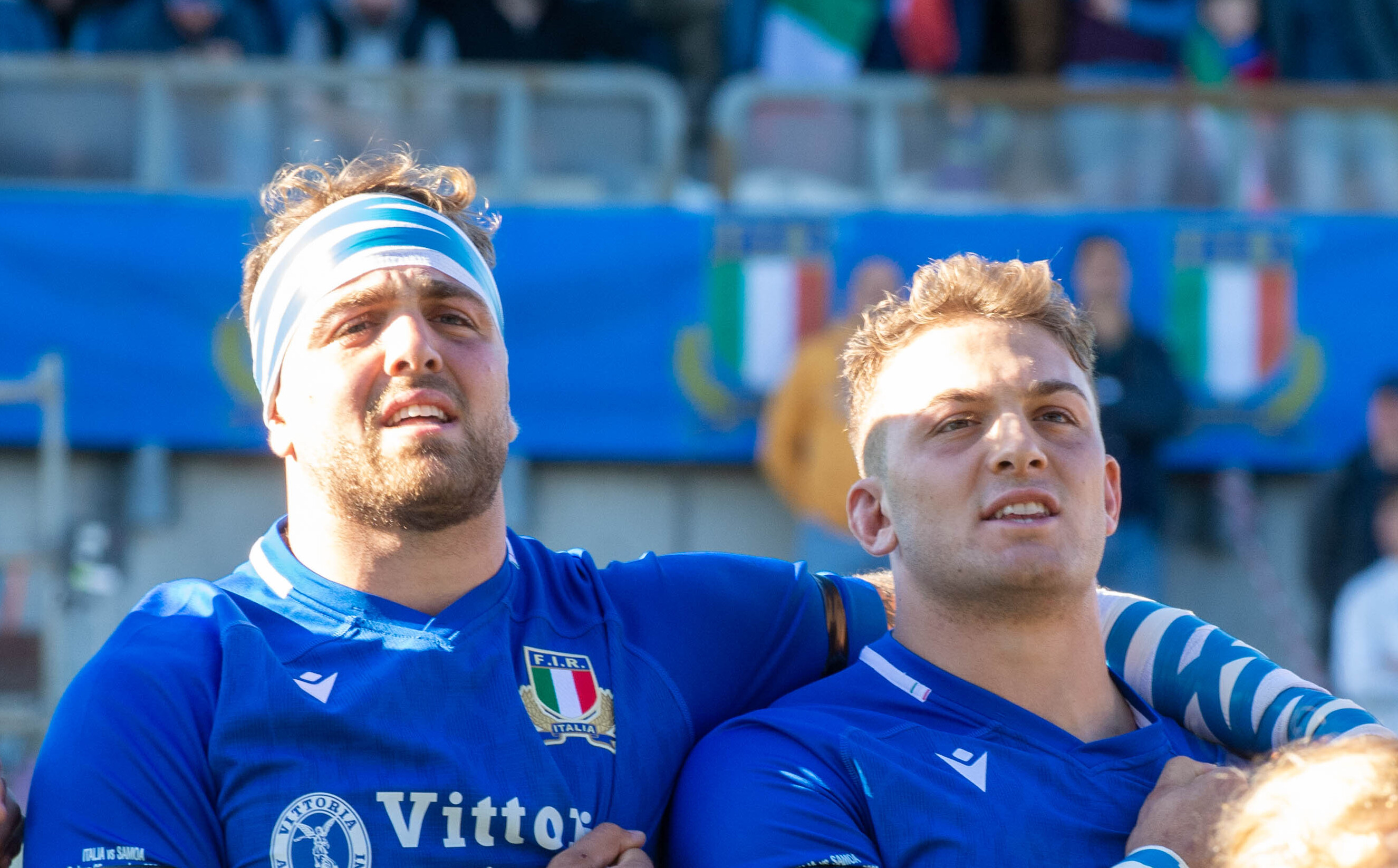
Niccolò Cannone joue régulièrement avec son frère Lorenzo en équipe d'Italie.

Niccolò Cannone est retenu par l'équipe d'Italie des moins de 20 ans dès 2017, il dispute deux championnats du monde junior en 2017 et 2018.
Le 30 janvier 2020, il est annoncé comme titulaire pour sa première sélection, lors du Six nations 2020, dans ce qui est la première composition sous l'égide de Franco Smith.
En mai 2023, il est sélectionné avec l'Italie dans un groupe de 46 joueurs pour préparer la Coupe du monde 2023.
En janvier 2024, il est convoqué pour le Tournoi des Six Nations.